# Westraltrachia limbana
Westraltrachia limbana är en snäckart som beskrevs av Alan Solem 1984. Westraltrachia limbana ingår i släktet Westraltrachia och familjen Camaenidae. Inga underarter finns listade i Catalogue of Life.